# Bahía San Francisco de Paula
La Bahía San Francisco de Paula (en inglés: Byron Sound) es un gran fiordo similar a una bahía, que se ubica entre la parte sur de la isla Trinidad y la costa norte de la isla Gran Malvina en el archipiélago de las Malvinas. Administrativamente pertenece al departamento Islas del Atlántico Sur de la provincia de Tierra del Fuego, Antártida e Islas del Atlántico Sur.
El terreno inmediatamente hacia el sur de la bahía es montañoso, alcanzando una altura de 700 m en el monte Independencia, que es el más elevado del archipiélago. Hay un asentamiento principal en la bahía: Caleta de la Colina, y contiene numerosas islas. Parece ser un estuario glacial ampliado del río Blackburn.